# Caravan and the New Symphonia
Caravan and the New Symphonia — первый концертный альбом группы кентерберийской сцены Caravan, записанный в Королевском театре Друри-лейн 28 октября 1973 года и впервые изданный в 1974 году. В записи альбома вместе с группой принимал участие оркестр New Symphonia (в составе 39 человек) под руководством дирижёра Мартина Форда.

## Характеристика
По оценке Allmusic, «творческая энергия For Girls Who Grow Plump in the Night в полной мере проявила себя и на Caravan & the New Symphonia». Концерт открывается исполненными группой тремя кипучими номерами с For Girls Who Grow Plump in the Night — «Memory Lain, Hugh»/«Headloss», «The Dog, the Dog, He’s at It Again» и «Hoedown.» Вторую часть концерта «заливает синергия, когда группа сплетается и расплетается с оркестром».
Пай Хастингс написал для этого альбома две новые композиции — «Mirror for the Day» и «Virgin on the Ridiculous», остальной материал включает лучшие концертные номера группы, включая памятный «For Richard.»
Расширенная версия альбома была издана в 2001 году. На этой версии все треки расставлены в том порядке, в котором они исполнялись на концерте.

## Список треков (оригинальное издание)
Сторона один

1. «Introduction» (Саймон Джеффес) 6:55

2. «Mirror for the Day» (Пай Хастингс) 4:19

3. «The Love in Your Eye» (Ричард Кулан, Пай Хастингс, Ричард Синклер) 12:02
Сторона два

1. «Virgin on the Ridiculous» (Пай Хастингс) 6:53

2. «For Richard» (Ричард Кулан, Пай Хастингс, Дейв Синклер, Ричард Синклер) 13:48

### Список треков (переиздание)
1. «Introduction by Alan Black» 1:01

2. «Memory Lain, Hugh / Headloss» (Пай Хастингс) 9:57

3. «The Dog, The Dog, He’s at it Again» (Пай Хастингс) 6:35

4. «Hoedown» (Пай Хастингс) 3:55

5. «Introduction» (Саймон Джеффес) 6:04

6. «The Love in Your Eye» (Ричард Кулан, Пай Хастингс, Ричард Синклер) 12:23

7. «Mirror for the Day» (Пай Хастингс) 4:45

8. «Virgin on the Ridiculous» (Пай Хастингс) 7:55

9. «For Richard» (Ричард Кулан, Пай Хастингс, Дейв Синклер, Ричард Синклер) 15:00

10. «A Hunting We Shall Go» (Пай Хастингс, Джон Перри, Майк Рэтлидж) 10:33

## Состав музыкантов
- Пай Хастингс — гитара, вокал
- Джефф Ричардсон — электрический альт
- Ричард Кулан — барабаны
- Джон Перри — бас-гитара, вокал
- Дейв Синклер — электрическое фортепиано, орган, синтезатор
- Оркестр New Symphonia под руководством Мартина Форда